# Glipostenoda ferruginea
Glipostenoda ferruginea es una especie de coleóptero de la familia Mordellidae.

## Distribución geográfica
Habita en Sudáfrica.